# Салют-6 ЕП-1
Перший екіпаж відвідин станції Салют-6 — перший додатковий екіпаж на станції Салют-6. Третій політ на станцію Салют-6. Успішно випробувано заміну корабля під час польоту основного екіпажу станції.
Заміна корабля в польоті дозволила основному екіпажу перебувати на станції довше 90 діб — гарантованого терміну роботи космічного корабля Союз.

## Екіпаж
- Основний

Командир Романенко Юрій Вікторович
Бортінженер Гречко Георгій Михайлович
- Дублерний

Командир Ковальонок Володимир Васильович
Бортінженер Іванченков Олександр Сергійович
- Резервний

Командир Ляхов Володимир Афанасійович, Попов Леонід Іванович
Бортінженер Рюмін Валерій Вікторович, Лебедєв Валентин Віталійович

## Політ

### Запуск Союза-27
10 січня 1978 успішно стартував космічний корабель Союз-27 з першим екіпажем відвідування, космонавтами Джанібековим і Макаровим, і 11 січня успішно пристикувався до переднього стикувального порту комплексу Салют-6 — Союз-26.
Після стикування на станції вперше в історії перебувало одночасно чотири особи: Романенко/Гречко/Джанібеков/Макаров.

### Відстикування Союза-26
16 січня 1978 Союз-26 з першим екіпажем відвідування (Джанібеков/Макаров) відстикувався від заднього стикувального порту комплексу Салют-6 — Союз-27 і успішно приземлився за 265 км захід від міста Цілиноград.
На станції залишився перший основний екіпаж (Романенко/Гречко).
Відстикування корабля Союз-26 звільнило задній стикувальний порт для корабля Прогрес-1.
Після заміни корабля екіпаж міг перебувати на станції довше 90 діб — гарантованого терміну роботи космічного корабля Союз.

## Результат польоту
В польоті вперше в історії космонавтики:
- зістиковано три космічні апарати,
- одночасно на одному космічному апараті перебувало чотири особи,
- відбулася заміна пілотованого корабля.